# 杰里迈亚·S·布莱克

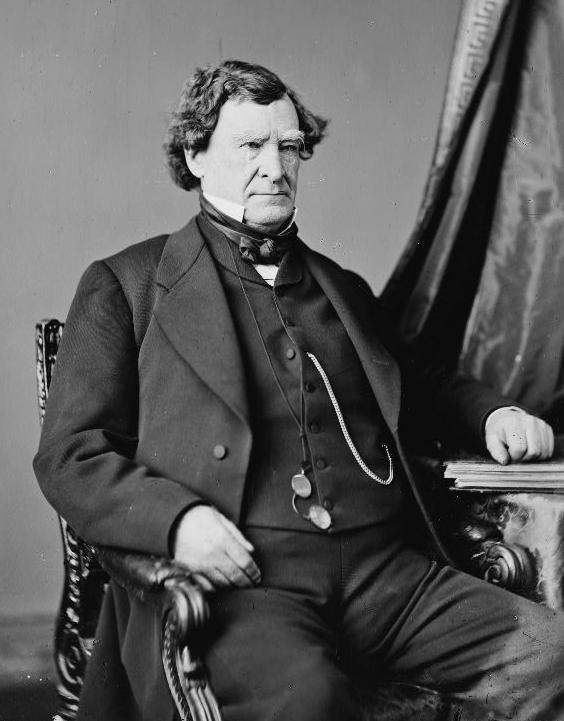
杰里迈亚·蘇利文·布莱克。

杰里迈亚·蘇利文·布莱克（Jeremiah Sullivan Black，1810年1月10日－1883年8月19日），美国律师、政治家，曾任美国司法部长和美国国务卿。
| 前任： 刘易斯·卡斯 | 美国国务卿 1860年－1861年   | 繼任： 威廉·H·苏厄德   |
| 前任： 凯莱布·库欣 | 美国司法部长 1857年－1860年 | 繼任： 埃德温·M·斯坦顿 |